# Museo pedagógico nacional
Il Museo pedagógico nacional di Madrid è un'istituzione spagnola che iniziò a funzionare nel 1884 come centro di investigazione vincolato con l'Istituzione Libre de Enseñanza di Karl Krause e fu fondamentale nel processo di rinnovamento dell'istruzione pubblica del mondo rurale della Spagna della Seconda Repubblica.
Il museo istituì le missioni pedagogiche che furono un progetto di museo itinerante dove diversi artisti oggi di fama internazionale come Federico García Lorca o Ramón Gaya, viaggiavano con mezzi di trasporti precari, per portare nei villaggi arretrati della Spagna profonda, tra le altre iniziative, copie di quadri famosi del Museo del Prado, per farle conoscere a alla popolazione.
| Controllo di autorità | VIAF (EN) 168395867 · ISNI (EN) 0000 0001 2302 1152 · LCCN (EN) n86123071 |